# Clare-Hope Ashitey
Clare-Hope Naa K. Ashitey (ur. 12 lutego 1987 w Londynie) – angielska aktorka, ghańskiego pochodzenia, która wystąpiła m.in. w filmie Ludzkie dzieci.

## Filmografia

### Filmy
| Rok  | Tytuł                                | Rola     | Uwagi |
| ---- | ------------------------------------ | -------- | ----- |
| 2005 | Strzelając do psów                   | Marie    |       |
| 2006 | Ludzkie dzieci                       | Kee      |       |
| 2007 | Exodus                               | Zipporah |       |
| 2011 | Black Brown White                    | Jackie   |       |
| 2012 | Candle to Water                      | Shona    |       |
| 2013 | Jimi Hendrix: Tak tworzy się geniusz | Faye     |       |
| 2016 | The White King                       | Gaby     |       |
| 2016 | Kontrola absolutna                   | Joan     |       |

### Telewizja
| Rok        | Tytuł                  | Rola            | Uwagi             |
| ---------- | ---------------------- | --------------- | ----------------- |
| 2010       | Coming Up              | Helen           | 1 odc.            |
| 2011, 2019 | Top Boy                | Taylor          | 5 odc.            |
| 2012       | Mrs Biggs              | recepcjonistka  | 1 odc.            |
| 2014       | Suspects               | Charlie Steele  | 10 odc.           |
| 2015–2017  | Doktor Foster          | Carly           | 6 odc.            |
| 2017       | Specjalista od niczego | Sara            | 1 odc.            |
| 2017       | Punkt zapalny          | Kerry Beck      | 10 odc.           |
| 2018       | Seven Seconds          | K.J. Harper     | gł. rola; 10 odc. |
| 2019       | Criminal: UK           | Adele Addo      | 1 odc.            |
| 2019       | The Feed               | Evelyn          | w gł. obsadzie    |
| 2020       | Doktor Who             | Rakaya          | 1 odc.            |
| 2020       | Śmierć pod palmami     | Alesha Williams | 1 odc.            |
| 2021       | Riviera                | Ellen Swann     | 8 odc.            |